# Tadeusz Sulma

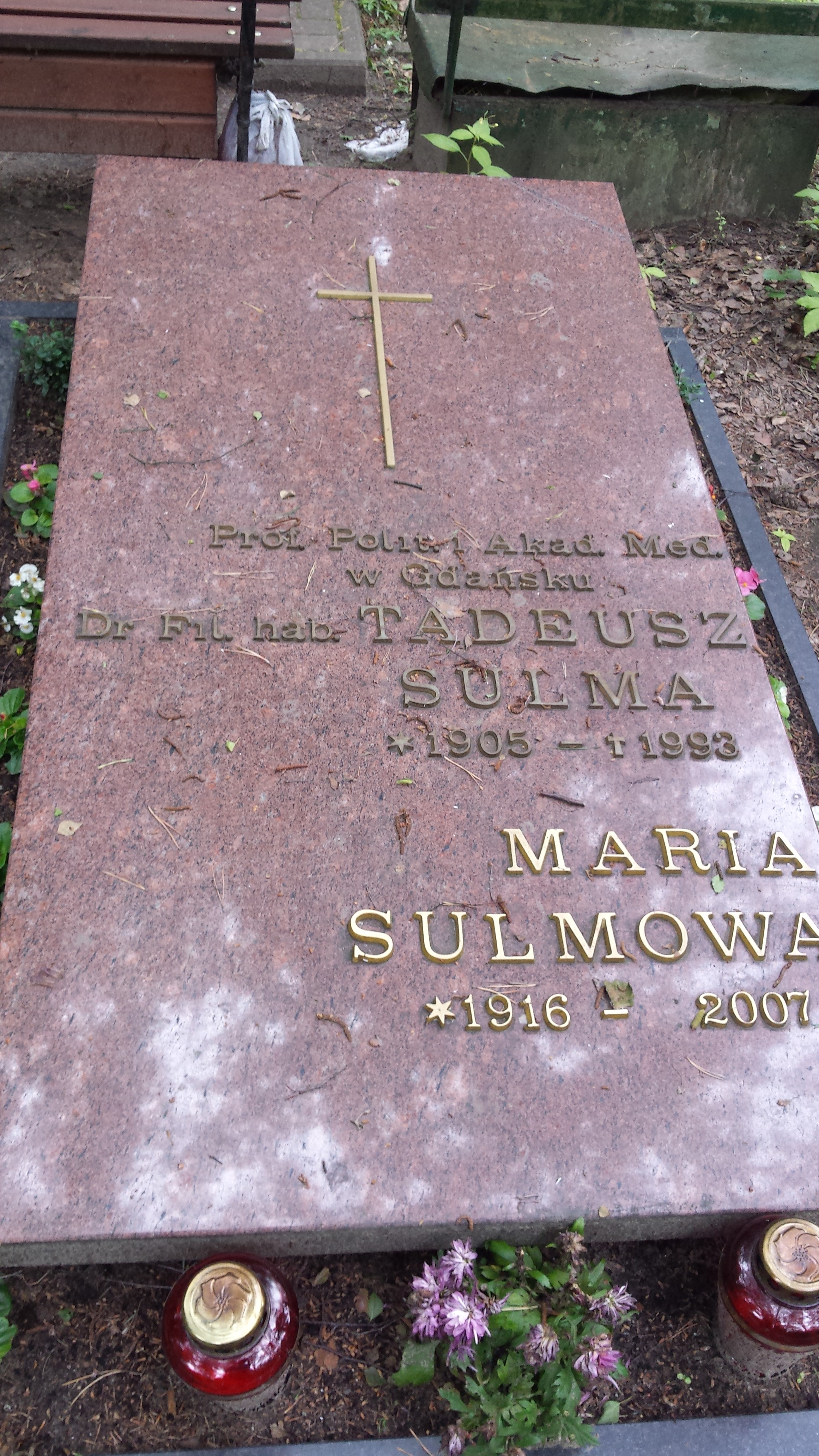
Grób profesora Tadeusza Sulmy na cmentarzu Srebrzysko w Gdańsku

Tadeusz Ignacy Sulma (ur. 16 sierpnia 1905 w Niepołomicach, zm. 4 marca 1993 w Gdańsku) – polski botanik.
W 1924 rozpoczął studia biologiczne na Uniwersytecie Jagiellońskim, a po ich ukończeniu w 1928 pozostał na uczelni jako pracownik naukowy, dwa lata później uzyskał tytuł doktora biologii i geografii. W 1945 uzyskał stopień doktora habilitowanego, rok później związał się zawodowo z Politechniką Gdańską, gdzie do 1963 pełnił funkcję kierownika Katedry Botaniki Ogólnej. Również w 1946 został wybrany na stanowisko przewodniczącego Komisji Organizacyjnej Wydziału Farmaceutycznego gdańskiej Akademii Medycznej, równolegle powierzono Tadeuszowi Sulmie kierowanie Katedrą Botaniki Farmaceutycznej. Należał go grona inicjatorów powstania w 1947 uczelnianego ogrodu botanicznego. W 1948 został profesorem tytularnym, w 1956 został wybrany na dziekana Wydziału Farmaceutycznego  Akademii Medycznej. W 1970 uzyskał tytuł profesora zwyczajnego, w 1975 przeszedł w stan spoczynku.
Przewodniczył Radzie Naukowej Słowińskiego Parku Narodowego oraz gdańskiemu oddziałowi Polskiego Towarzystwa Botanicznego.
Pochowany na cmentarzu Srebrzysko w Gdańsku (rejon IX, taras III wojskowy, rząd 5, grób 24).

## Odznaczenie
- Złoty Krzyż Zasługi (1953)[2]